# Duncan Campbell, 1. Lord Campbell

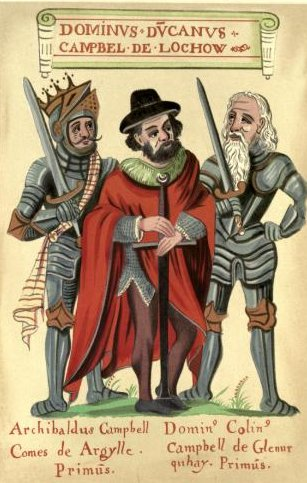
Von links nach rechts: sein Sohn Colin of Glenorchy, Duncan Campbell, 1. Lord Campbell und der Enkel Colin Campbell, 1. Earl of Argyll, Illustration aus dem The Black Book of Taymouth, 16. Jahrhundert

Duncan Campbell, 1. Lord Campbell (gälisch Donnchadh mac Cailein, † 1453 in Lochawe, Argyllshire) war ein schottischer Adliger und Politiker.

## Leben
Duncan Campbell war der älteste Sohn von Sir Colin Campbell of Lochow († um 1414) und seiner zweiten Gemahlin Mariot Campbell, der Erbtochter des John Campbell of Ardscotnish and Glen Orchy.
Im Februar 1393 übertrug ihm sein Vater einen Teil seiner Ländereien einschließlich Menstrie Castle. Beim Tod seines Vaters erbte er dessen umfangreiche Besitzungen in Argyll und wurde Oberhaupt des Clan Campbell. 1424 gehörte er zu den Geiseln, die als Sicherheit für die Zahlung des Lösegeldes für die Freilassung von König Jakob I. nach England gesandt wurden. Im August 1436 nahm er unter Jakob I. an der erfolglosen Belagerung des englisch besetzten Roxburgh Castle teil.
Während der Regentschaft für den minderjährigen König Jakob II. konnte er seine Macht in Argyll zulasten der Krone ausdehnen und wurde spätestens im März 1440 zum Ritter geschlagen. Er wurde Justiciar von Argyll und Mitglied des schottischen Kronrates (Privy Council). Im Jahr 1445 wurde er von König Jakob II. als Lord Campbell zum Lord of Parliament erhoben.
1442 stiftete er die Kollegiatkirche in Kilmun (St Munn’s Parish Church), in der er nach seinem Tod 1453 bestattet wurde.

## Ehen und Nachkommen
In erster Ehe war er seit den 1390er Jahren mit Lady Marjorie Stewart († 1432), einer Tochter von Robert Stewart, 1. Duke of Albany und Margaret Graham, Countess of Menteith, verheiratet. Mit ihr hatte er zwei Söhne und eine Tochter:
- Celestine Campbell, Master of Campbell († vor 1440);
- Archibald Campbell, Master of Campbell († vor 1440);
- N.N., ⚭ Walter Stewart, Master of Fife († 1425), Sohn des Murdoch Stewart, 2. Duke of Albany († 1425).

In zweiter Ehe heiratete er 1439 Margaret Stewart of Ardgowan († 1442). Ihr Vater, James Stewart of Kilbride (* um 1374), war der illegitime Sohn des schottischen Königs Robert III. Aus dieser Ehe gingen vier Söhne hervor:
- Colin Campbell of Glenorchy and Breadalbane († 1475), ⚭ (1) Lady Mariot Stewart († 1448), ⚭ (2) 1448 Janet Stewart, ⚭ (3) Margaret Marie Robertson, ⚭ (4) 1467 Margaret de Stirveling;
- Neil Campbell of Ormidale;
- Duncan Campbell of Kilmichael;
- Archibald Campbell of Otter.

Da er seine beiden Söhne aus erster Ehe überlebte, fiel der Titel des Lord Campbell bei seinem Tod 1453 an den noch minderjährigen Sohn seines zweiten Sohnes Archibald, Colin Campbell, der zunächst unter die Vormundschaft seines Sohnes aus zweiter Ehe Colin Campbell of Glenorchy gestellt wurde.